# Simon Philipp (Lippe)
Simon Philipp zur Lippe (* 6. April 1632 in Detmold; † 19. Juni 1650 in Florenz) war von 1636 bis 1650 Landesherr der Grafschaft Lippe. Bis zu seinem Tod stand das Land unter einer Vormundschaftsregierung, zunächst unter seiner Mutter Katharina von Waldeck-Wildungen, nach deren zweiter Heirat 1643 unter seinem Onkel Emich XIII. von Leiningen-Dagsburg.

## Leben
Er war der älteste Sohn des Grafen Simon Ludwig zu Lippe und dessen Frau Katharina von Waldeck-Wildungen.
Als sein Vater 1636 an den Pocken starb, waren Simon Philipp und seine zwei jüngeren Brüder noch im Kleinkindesalter. Gräfin Katharina strebte die Vormundschaft über ihre Söhne an, aber da sie mit 24 Jahren selbst noch nicht volljährig war, sollte ihr Vater, Graf Christian von Waldeck, als Mit-Vormund herangezogen werden. Doch da meldete Johann Bernhard, Bruder des verstorbenen Grafen, Ansprüche auf die Vormundschaft seiner Neffen und die Regentschaft im Lande an.
Aus Angst um das Leben ihrer Söhne setzte sich Gräfin Katharina mit den hessen-darmstädtischen Truppen, die zu der Zeit gerade in Lemgo und Rinteln lagen, in Verbindung, und 1638 entführte ein hessischer Hauptmann die jungen Prinzen aus der lippischen Residenzstadt Detmold und brachten sie nach Lemgo und Hameln („Prinzenraub“). Später wurden sie in die Obhut des Landgrafen Georg II. von Hessen-Darmstadt nach Marburg gegeben; Georgs Großmutter war väterlicherseits eine Schwester Simons VI. von Lippe.
Zum Schutz vor dem Kriegsgeschehen wurden die Prinzen 1645 nach Gießen in Sicherheit gebracht. Dort gingen aber die Pocken um, woran 1646 die jüngeren Brüder von Simon Philipp starben. Darauf ließ seine Mutter Katharina – sie hatte Philipp Ludwig von Holstein geheiratet und war nun Herzogin von Holstein – ihren Sohn 1647 ein zweites Mal „entführen“. Über Umwege kehrte Graf Simon Philipp nach Detmold zurück. Hier verlobte er sich mit der 7-jährigen Gräfin Elisabeth Charlotte von Holzappel, der einzigen Tochter und potentiellen Erbin des Feldmarschalls und Reichsgrafen Peter Melander von Holzappel.
Nach einem einjährigen Studienaufenthalt an der Universität Leiden reiste Simon Philipp ab 1649 auf Kavalierstour nach Paris, Grenoble, Rom, Mailand und Florenz. In Florenz erkrankte er an den Pocken und verstarb 1650 daran. Da er ohne Nachkommen starb, wurde sein Onkel, Johann Bernhard, rechtmäßiger Landesherr der Grafschaft Lippe.